# Josu Erkoreka
Josu Iñaki Erkoreka Gervasio (Bermeo, Vizcaya, 3 de julio de 1960) es un político español perteneciente al Partido Nacionalista Vasco (EAJ-PNV). Fue diputado en el Congreso de los Diputados de España por este partido (2000-2012) y portavoz del Grupo Vasco (2004-2012). Ejerció como Vicepresidente Primero y Consejero de Seguridad del Gobierno Vasco en el Gobierno de Urkullu.

## Formación
Josu Erkoreka se licenció en Derecho por la Universidad de Deusto en 1982, y se doctoró en Derecho en la Universidad del País Vasco en 1990, defendió su tesis en la Facultad de Derecho de esa universidad (tesis: Análisis histórico-institucional de las cofradías de mareantes del País Vasco).
Ejerce como profesor de Derecho Administrativo en la Universidad de Deusto y además es Letrado en servicios especiales de la Secretaría General de Régimen Jurídico del Gobierno Vasco. 

## Cargos públicos
Fue director del IVAP (Instituto Vasco de Administración Pública) de 1995 a 2000, año en el que fue elegido diputado por la provincia de Vizcaya para el Congreso de los Diputados y portavoz del Grupo Parlamentario Vasco en la VIII Legislatura, concretamente desde marzo de 2004. Resultó nuevamente elegido en las elecciones generales de 2008 por el PNV, volviendo a ocupar el cargo de portavoz del Grupo Parlamentario Vasco. Vuelve a ser candidato en las elecciones de noviembre de 2011.
Abandonó el Congreso de los Diputados en diciembre de 2012 para pasar formar parte del Gobierno Vasco presidido por el lendakari Inigo Urkullu. En concreto fue nombrado portavoz del Gobierno y consejero de Administración Pública y Justicia. En noviembre de 2016, tras la segunda investidura de Urkullu como lehendakari, Erkoreka mantuvo la portavocía, pero pasó a dirigir la consejería de Gobernanza Pública y Autogobierno.

## Otras actividades

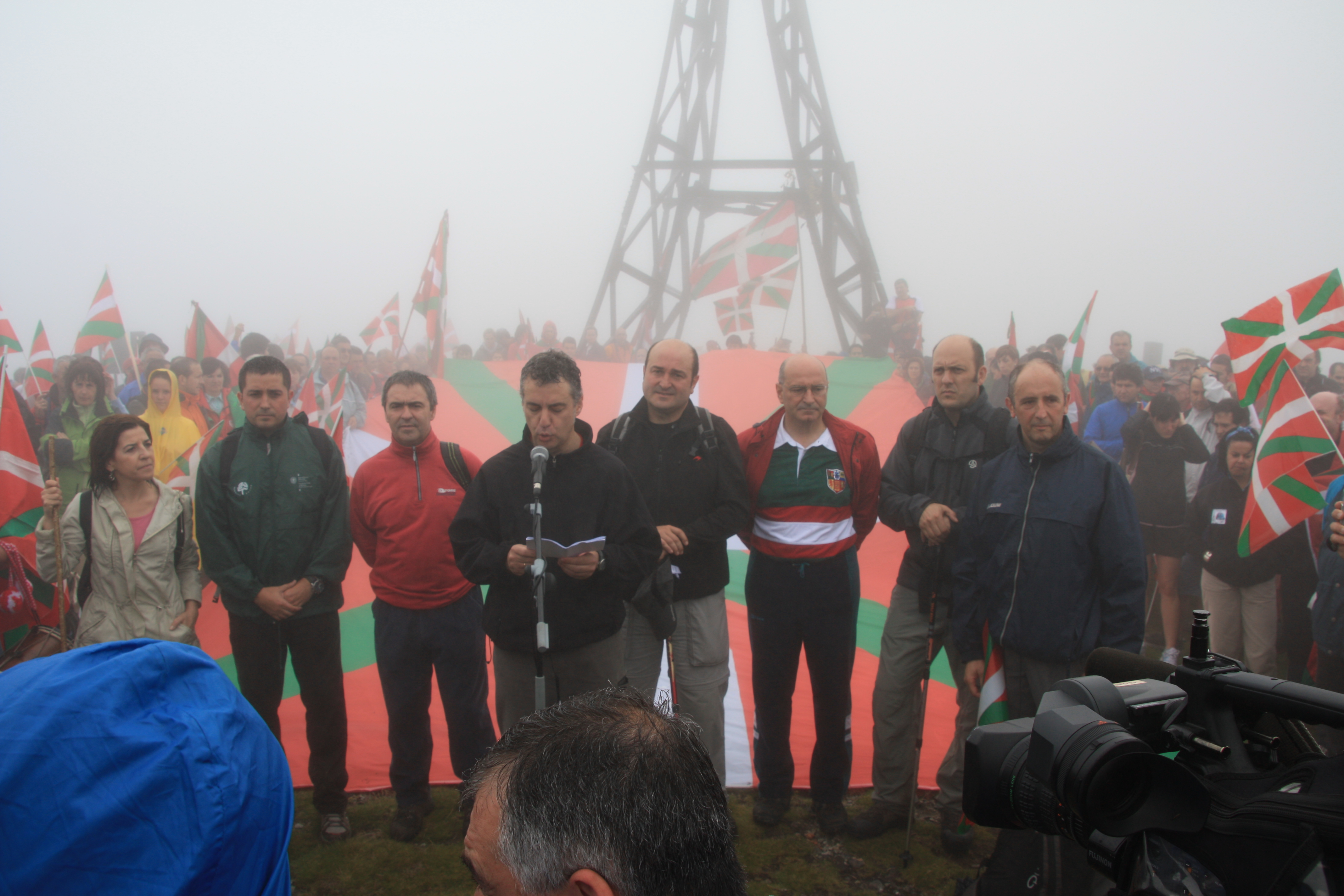
En 2009, en el homenaje a la ikurriña en el Gorbea.

Ha escrito, junto a Iñaki Anasagasti el libro 'Dos familias vascas: Areilza y Aznar', en el que se relata la historia de Manuel Aznar Zubigaray, abuelo del expresidente José María Aznar.

## Reconocimientos
En 2008 recibió el premio de "mejor orador" otorgado a los diputados del Congreso por la Asociación de Periodistas Parlamentarios (APP) y en 2002 el premio al "diputado revelación".